# Murder Rooms. Gli oscuri inizi di Sherlock Holmes
Murder Rooms. Gli oscuri inizi di Sherlock Holmes (Murder Rooms: Mysteries of the Real Sherlock Holmes) è una serie televisiva britannica interpretata da Ian Richardson, Robin Laing e Charles Edwards trasmessa dalla BBC tra il 2000 e il 2001. In Italia è stata edita in DVD dalla Mondo Home Entertainment nel 2006 e trasmessa da Rai 2 nel 2012.

## Trama
Il giovane Arthur Conan Doyle, fuori dalle raffinate aule dell'Università di Edimburgo, sta imparando le sue prime nozioni sul mondo del crimine. Nel 1878, proprio quando si sta allontanando dagli studi per entrare nel mondo dell'investigazione, incontra il brillante dottor Joseph Bell. Entrambi assistono la polizia locale nella risoluzione dei casi più raccapriccianti. Conan Doyle rimane affascinato dalla straordinaria capacità di pensiero di Bell, migliore di quella degli investigatori più esperti, e dalla sua astuzia, superiore a quella dei criminali più abili. Proprio il dottor Bell sarà l'ispiratore del personaggio di Sherlock Holmes.

## Personaggi e interpreti
- Dr. Joseph Bell, interpretato da Ian Richardson.
- Arthur Conan Doyle, interpretato da Robin Laing nel primo episodio e da Charles Edwards nei restanti quattro.

## Episodi

### Il metodo
Il metodo (The Dark Beginnings of Sherlock Holmes) - diretto da Paul Seed - (trasmesso il 4 e 5 gennaio 2000, su BBC Two)
Il giovane Arthur Conan Doyle sta imparando le sue prime nozioni sul mondo del crimine. Proprio quand'è sul punto di allontanarsi dagli studi, ha l'occasione di lavorare con il dottor Joseph Bell seguendo i casi più raccapriccianti. Conan Doyle scopre che in lui qualcosa sta cambiando.

### Gli occhi della paziente
Gli occhi della paziente (The Patient's Eyes) - diretto da Tim Fywell - (trasmesso il 4 settembre 2001, su BBC One)
La città è spaventata da un mostruoso ciclista che si muove a piede libero, rapendo e uccidendo molte persone. Arthur Conan Doyle e il dottor Joseph Bell sono sulle sue tracce; proprio quando sono convinti di esser sul punto di svelare il mistero, viene rapita una paziente del dottore.

### La sedia del fotografo
La sedia del fotografo (The Photographer's Chair) - diretto da Paul Marcus - (trasmesso il 18 settembre 2001, su BBC One)
Dalle acque del Tamigi affiorano alcuni cadaveri di uomini e donne asfissiati, riportanti contusioni intorno alla gola, alle caviglie, al torace e alla base del cranio. Tutte le vittime erano malati terminali e il principale sospettato, per il Dottor Joseph Bell e Arthur Conan Doyle, è un frequentatore dell'occulto.

### Il mistero delle ossa
Il mistero delle ossa (The Kingdom of Bones) - diretto da Simon Langton - (trasmesso il 25 settembre 2001, su BBC One)
Quando l'apertura di un'antica mummia porta alla luce inaspettatamente il corpo di un giovane gentleman dell'epoca contemporanea, per il Dottor Joseph Bell e Arthur Conan Doyle si presenta un nuovo caso di omicidio. Dall'autopsia arriva la conferma che il cadavere è in effetti la vittima di un brutale assassinio. Le loro ricerche li porteranno sulle tracce di un collezionista d'arte canadese che sembra essere interessato al mistero della mummia.

### Lo stratagemma del cavallo bianco
Lo stratagemma del cavallo bianco (The White Knight Stratagem) - diretto da Simon Langton - (trasmesso il 2 ottobre 2001, su BBC One)
Una donna si suicida e due uomini che la conoscevano muoiono in circostanze misteriose. Arthur Conan Doyle e il Dottor Joseph Bell seguono due piste diverse ma un poliziotto, vecchia e sgradita conoscenza di Bell, sposa la teoria di Doyle costringendo il dottore a desistere. Sarà la fine del caso e l'inizio di nuovi dubbi e sospetti.

## Distribuzione
L'episodio pilota della serie è stato trasmesso in due puntate in Gran Bretagna, nel gennaio del 2000, anticipando di qualche mese la produzione e l'uscita degli altri quattro episodi. È stato trasmesso su BBC Two ma, visto il successo riscontrato, i restanti episodi sono stati trasmessi su BBC One. Negli Stati Uniti è stato distribuito col titolo Dr. Bell and Mr. Doyle.
La serie è stata editata prima in DVD dalla Mondo Home Entertainment nel 2006 ed è stata trasmessa in prima visione da Rai 2 nell'agosto 2012. In seguito è stata replicata anche da alcune emittenti locali.